# Via degli Eroi ucraini
La Via degli Eroi ucraini (in ceco: Ulice Ukrajinských hrdinů), già un tratto della Ulice Korunovační, è una strada di Praga, situata nel distretto di Praga 6. Questa strada ospita l'ambasciata della Federazione russa e l'ambasciata del regno dell'Arabia Saudita. La strada ha inizio dalla Piazza Boris Nemcov, situata vicino all'ambasciata russa.

## Storia

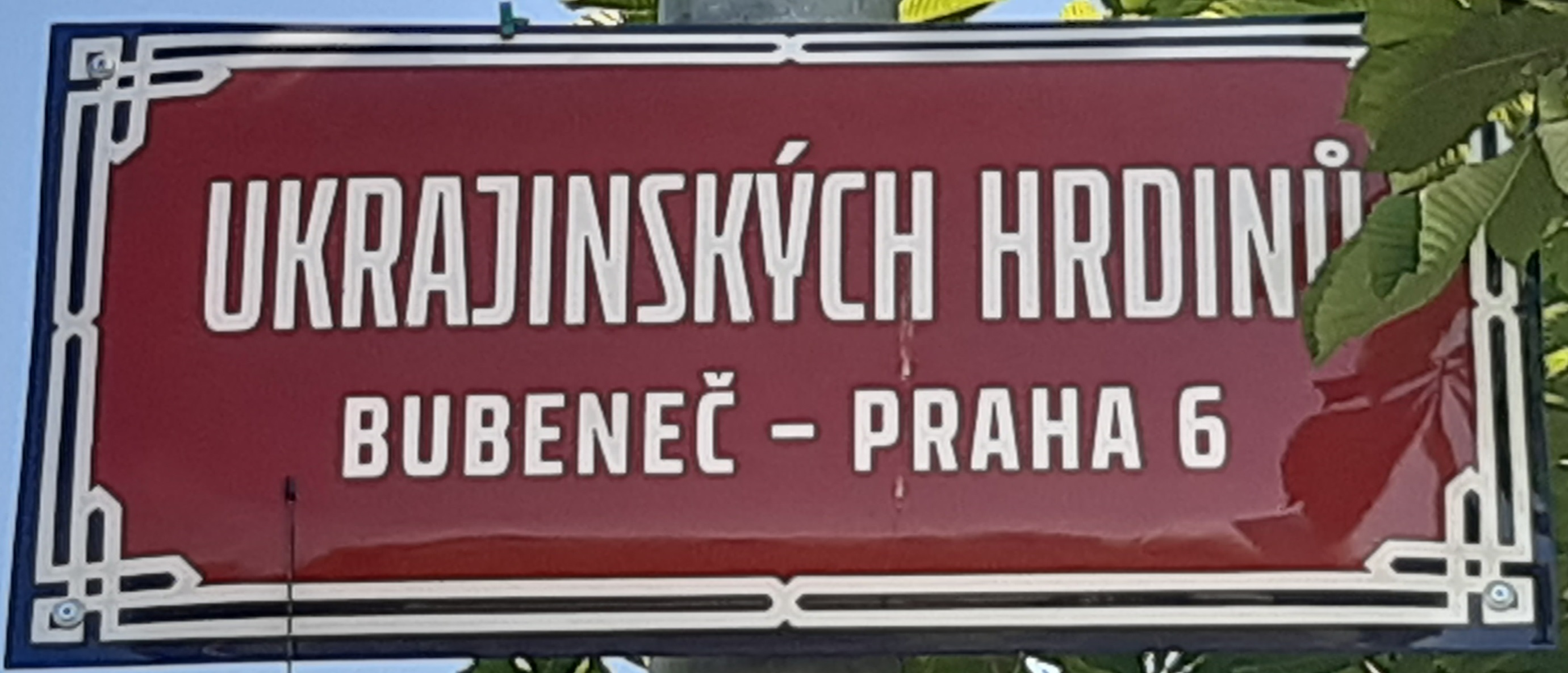
Una targa stradale della via.

La strada prende il nome dagli eroi ucraini che combattono nella guerra iniziata dalla Russia nei confronti dell'Ucraina il 24 febbraio 2022. In precedenza faceva parte della ulice Korunovační, la cui lunghezza è stata quindi ridotta. La ridenominazione di questo tratto della ulice Korunovační ("via dell'Incoronazione") è stata intenzionale in quanto qui sorge l'ambasciata russa. Nelle sue vicinanze, il ponte precedentemente senza nome sulla ferrovia (nella ulice Korunovační) prese il nome di Skakunův most in onore di Vitalij Volodymyrovyč Skakun, un soldato morto il 24 febbraio 2022 a Heničes'k, in Ucraina, dove fece saltare in aria un ponte per impedire l'avanzata delle truppe russe verso Cherson. Per questo motivo la Via degli Eroi ucraini non è direttamente adiacente alla ulice Korunovační, essendo le due vie divise dal ponte. Il cambiamento non ha avuto ripercussioni sulla popolazione in quanto non vi sono abitanti in questo tratto della strada: ironicamente, nel 2020 l'ambasciata russa aveva spostato il proprio indirizzo postale proprio in questa via in quanto la piazza antistante la sede diplomatica era stata dedicata a Boris Efimovič Nemcov, un politico dell'opposizione russa che era stato assassinato nel 2015.
La cerimonia di inaugurazione ebbe luogo il 22 aprile 2022: vi parteciparono il sindaco di Praga Zdeněk Hřib, il sindaco di Praga 6 Ondřej Kolář, l'ambasciatore ucraino Jevhen Petrovyč Perebyjnis e dei rappresentanti delle ambasciate della Lituania, della Lettonia, dell'Estonia, della Slovacchia e della Polonia. Ondřej Kolář ricordò come anche in altre nazioni erano stati rinominati dei luoghi nelle vicinanze delle ambasciate russe in onore dell'Ucraina o dei suoi soldati (come la Ukrainas plass di Oslo).